# KimiKiss
KimiKiss é um jogo de vídeo simulador de romance. Foi adaptado em uma série televisiva de anime de nome Kimikiss pure rouge pelo estúdio J.C.Staff.